# Вацлав Грабковський
Вацлав Грабковський, псевдонім Рафал Червчик (нар. 28 березня 1953, Вроцлав) – польський прозаїк, автор оповідань і поет, лауреат багатьох премій. Автор книжок для дорослих та підлітків. З 2000 року є членом Товариства польських письменників.

## Біографія
Грабковський народився 28 березня 1953 року у Вроцлаві. Син Станіслава Грабковського та Міхаліни Сипек. Його першою опублікованою роботою була збірка віршів, опублікована в журналі Sigma в 1979 році. У 2000 році його новела Wypalacz drutu («Людина, яка палить дріт») отримала першу премію від Асоціації польських письменників і щомісячного журналу Odra. Інша новела, Wrocław i trzy harmonie ojca («Вроцлав і три батькові гармоніки»), отримала Першу премію від Вроцлавського офісу святкування тисячоліття (Biuro Obchodów Milenium Wrocławia) та журналу Odra'. У 2003 році його другий роман Dzieci z Wilczego Kąta («Діти вовчого кутка») отримав першу премію на конкурсі сучасного роману, який присуджував і видавав видавництво ATUT. Його третій роман Park Wschodni («Східний парк») отримав другу премію на національному конкурсі польського сучасного роману, який був виданий Wydawnictwo Dolnośląskie (Сілезьке видавництво) у 2006 році. 
З 2000 року був членом Асоціації польських письменників, а з 2010 по 2015 рік також був учасником Асоціації Wratislaviae Amici. У 2011–2013 роках обіймав посаду секретаря правління, а з 2013 по 2015 рік був членом ревізійної комісії цього об’єднання. 
Мешкає у Вроцлаві.

## Нагороди
Лауреат низки літературних та мистецьких нагород:
- Перша премія Асоціації польських письменників та місячника Odra у літературному конкурсі за оповідання під назвою Wire Burning.
- Перша премія Офісу святкування тисячоліття Вроцлава та місячника «Odra» за оповідання під назвою «Вроцлав і три гармонії батька».
- Головна премія у конкурсі сучасного роману, оголошена видавництвом ATUT, за роман під назвою «Діти з Вовчого кута».
- Друга премія Нижньосілезького видавництва на національному конкурсі польського сучасного роману, за роман під назвою «Східний парк».

## Твори

### Повісті і оповідання
- Szczupaczek i inne opowiadania (самвидав 1993)
- Guz w fiołkach (самвидав 1998)
- Wire Burner (Бібліотека Асоціації польських письменників 2000)
- Dziewczyna Kosmity i inne opowiadania (Видавничий інститут «Свідок» 2002)
- Dzieci z Wilczego Kąta (Видавництво ATUT 2003)
- Park Wschodni (Нижньосілезьке видавництво 2006)
- Kapelusz i bandana (Бібліотека Асоціації польських письменників 2007)
- Mało im naszych łez? Dziennik z czasów powolnego upadku komunizmu 1980-2007 (самвидав 2007)
- Sernik i inne wypieki, роман (Бел-друк 2021)
- Ze snu na wyspę Hiva Oa (Видавництво «Акведук» Музично-літературного клубу, Вроцлав 2022)